# Frank Peter Schuster
Frank Peter Schuster (* 1975) ist ein deutscher Rechtswissenschaftler und Hochschullehrer.

## Leben
Er studierte Rechtswissenschaften in Mainz und Bristol. Im Jahre 2000 schloss er sein Studium mit dem ersten Staatsexamen und dem Magister des deutschen und ausländischen Rechts (Mag. iur.) ab. Danach folgte der juristische Vorbereitungsdienst im Bezirk des OLG Koblenz mit zweitem Staatsexamen im Jahre 2002. Von 2002 bis 2007 war er wissenschaftlicher Mitarbeiter an der Johannes Gutenberg-Universität Mainz am Lehrstuhl für Deutsches und Ausländisches Strafrecht und Strafprozessrecht, Walter Perron, seit 2004 am Lehrstuhl für Strafrecht und Strafprozessrecht, Volker Erb. Nach der Promotion 2005 bei Walter Perron, Dissertation ausgezeichnet mit dem Preis der Johannes Gutenberg-Universität Mainz war er von 2006 bis 2011 in Nebentätigkeit als Rechtsanwalt in Wiesbaden mit Sondergenehmigung gem. § 47 Abs. 1 S. 2 BRAO. Von 2007 bis 2011 war er Akademischer Rat a. Z. an der Johannes Gutenberg-Universität Mainz. Nach der Habilitation 2010 bei Volker Erb (venia legendi: „Deutsches, Europäisches und Internationales Straf- und Strafprozessrecht einschließlich Wirtschafts- und Steuerstrafrecht“) vertrat er im Wintersemester 2010/2011 den Lehrstuhl für Strafrecht, Strafprozessrecht und Nebengebiete an der Universität Bayreuth. Seit 2011 ist er Inhaber des Lehrstuhls für Internationales Strafrecht, Strafprozessrecht, Wirtschafts- und Steuerstrafrecht an der Universität Würzburg.
Seine Arbeitsschwerpunkte sind Strafrecht (Allgemeiner Teil), Wirtschafts- und Steuerstrafrecht, Europäisches und Internationales Strafrecht, Strafprozessrecht und Rechtsvergleichung. Er ist Mitautor und Mitherausgeber des Gesetzeskommentars zum Strafgesetzbuch Tübinger Kommentar (ehem. Schönke-Schröder) sowie Mitautor im Gesetzeskommentar zur Strafprozessordnung Löwe-Rosenberg.

## Schriften (Auswahl)
- Verwertbarkeit im Ausland gewonnener Beweise im deutschen Strafprozess. Berlin 2006, ISBN 3-428-11980-0.
- Das Verhältnis von Strafnormen und Bezugsnormen aus anderen Rechtsgebieten. Eine Untersuchung zum Allgemeinen Teil im Wirtschafts- und Steuerstrafrecht. Berlin 2012, ISBN 3-428-13735-3.
- als Herausgeber mit Eric Hilgendorf und Bernd Schünemann: Verwirklichung und Bewahrung des Rechtsstaats. Beiträge der Würzburger Tagung zum Deutsch-Chinesischen Strafrechtsvergleich vom 16. bis 17. Dezember 2016. Tübingen 2019, ISBN 3-16-156640-8.